# Площадь Революции (Иваново)
Пло́щадь Револю́ции — центральная площадь города Иваново, на которой расположены основные административные здания города — Ивановская городская администрация и мэрия.
От площади Революции берут своё начало проспекты Ленина и Шереметевский. Сквозь площадь проходит улица 10-го Августа. Непосредственно рядом с площадью находится бульвар Кокуй — излюбленное место праздничных гуляний. Также в двух шагах ходьбы от площади Революции берёт своё начало ещё одна крупная улица — Лежневская.

## История
Самая старая площадь Иванова, носила название Подпушечная, в XVII — Большая торговая, впоследствии, до 1910 года площадь называлась Георгиевской, после чего была переименована в Городскую. В начале XX века по площади протекал ручей Кокуй, на месте нынешней проезжей части, соединяющей проспект Ленина и Шереметевский проспект находился Приказный мост.
Георгиевская площадь (центр села Иванова) и центр бывшего Вознесенского посада (впоследствии площадь Дворца труда), разделённые поймой реки Уводь, составляли условный двойной городской центр. Обе эти площади с развитием рабочего движения в городе стали местом проведения политических акций. В 1915 году, во время Первой мировой войны, здесь произошла антивоенная демонстрация, которая была жестко подавлена царскими властями. Погибло около 100 человек. В 1918 году Приказный мост в память о трагических событиях был переименован в Красный, одновременно с этим Городская площадь получила своё нынешнее название — «Площадь Революции». 23 августа 1924 года, останки убитых 10 августа 1915 года были перенесены с кладбища на площадь в братскую могилу, рядом с которой был установлен памятный обелиск.
Согласно генеральному плану, разработанному в 1928—1931 году под руководством Л. А. Ильина, сохранялись исторические центры Иваново-Вознесенска — ивановской части (площадь Революции) и вознесенской (площадь Дворца Труда). Проект Ильина так и не был утверждён, однако его основные положения принимались во внимание при застройке города в течение многих лет.
До 1932 года на площади Революции находились два православных храма — в честь Рождества Христова (предположительно датируется концом XVII в.) и Воздвижения Креста Господня.(см. Храмы Иваново). Оба они были снесены в 1931 году, так как на их месте планировалось построить грандиозный Дом Советов. Утрата этих сооружений нанесла серьёзный урон архитектуре исторического центра города, освободившийся участок остался пустым. Снесена была также Фёдоровская часовня, располагавшаяся с восточной стороны Крестовоздвиженского храма.
В 1975 году в центре площади был установлен Памятник борцам революции 1905 года, погибшим во время революции 1905 года (см. Иваново-Вознесенские стачки). Позади памятника разбит сквер, в котором любят отдыхать горожане. Обелиск жертвам расстрела 1915 года был снесён, а на его месте установлен мемориальный камень, на котором высечены имена погибших.
В 2007 году тогдашний ивановский мэр Александр Фомин высказался против строительства на площади нового кафедрального собора.
В мае 2011 года напротив монумента Борцам революции был установлен памятник Якову Гарелину.
В июне 2011 года рядом с памятником борцам революции началось строительство часовни в честь Феодоровской иконы Божьей матери.

## Галерея
- Дом Советов с цитатой Владимира Ленина.
- Автомобильное движение в районе площади Революции
- Памятник борцам революции 1905 года
- Памятный камень в честь расстрела рабочих на Приказном мосту 10 августа 1915 года.
- Памятник Якову Гарелину
- Сквер